# Sammy Kibet
Sammy Kibet Kipkorir (2 februari 1982) is een Keniaanse langeafstandsloper, die is gespecialiseerd in de halve marathon en de marathon. Hij behaalde verschillende podiumplaatsen bij grote marathons.

## Loopbaan
Zijn persoonlijk record van 1:01.16 liep Kibet in 2007 op de halve marathon van Reims. Hij werd hiermee tweede achter Dieudonné Disi, die de wedstrijd won door drie seconden eerder te finishen.
In Nederland is hij geen onbekende. Zo liep hij op 15 maart 2008 de City-Pier-City Loop in Den Haag en behaalde hierbij met 1:01.42 een zevende plaats. Op 28 april werd hij tweede op de marathon van Enschede in 2:11.49. De wedstrijd werd gewonnen door zijn landgenoot Silas Toek die ruim een minuut sneller was. Een jaar later was hij opnieuw tweede bij de marathon van Enschede. Ditmaal bleef zijn landgenoot Jacob Yator hem ruim twee minuten voor.

## Persoonlijke records
| Onderdeel      | Prestatie | Datum             | Plaats   |
| -------------- | --------- | ----------------- | -------- |
| 10 km          | 28.40     | 15 maart 2008     | Den Haag |
| 20 km          | 58.10     | 14 oktober 2007   | Parijs   |
| halve marathon | 1:01.16   | 21 oktober 2007   | Reims    |
| marathon       | 2:08.17   | 25 september 2011 | Warschau |

## Prestaties

### 5 km
- 2007:  PVI Runfest in Fairfax - 14.56

### 10 km
- 2007:  Sallie Mae in Washington - 30.13
- 2007: 4e Greater Clarksburg - 31.22
- 2008:  Flourspar in Eldoret - 27.47,9

### 20 km
- 2007: 4e 20 km van Parijs - 58.09

### halve marathon
- 2007:  halve marathon van Reims - 1:01.16
- 2008: 7e City-Pier-City loop - 1:01.42
- 2008:  halve marathon van Marrakesh - 1:01.48
- 2008:  halve marathon van Agadir - 1:03.54

### marathon
- 2005:  marathon van Piacenza - 2:17.56
- 2005: 5e marathon van Kosice - 2:17.44
- 2006:  marathon van Debrecen - 2:21.17
- 2006:  marathon van Enschede - 2:12.05
- 2006:  marathon van Lausanne - 2:14.39,0
- 2007: 4e marathon van Buffalo - 2:28.52
- 2007:  marathon van Ljubljana - 2:14.01
- 2008:  marathon van Piacenza - 2:17.24
- 2008:  marathon van Enschede - 2:11.49
- 2008:  marathon van Riga - 2:16.41,3
- 2008: 8e marathon van San Luis Potosi - 2:24.15
- 2008: 6e marathon van Mexico-Stad - 2:20.28
- 2008: 4e marathon van Kosice - 2:12.31
- 2008: 9e marathon van Eindhoven - 2:12.26
- 2009:  marathon van Marrakesh - 2:11.08
- 2009: 6e marathon van Sevilla - 2:15.38
- 2009:  marathon van Enschede - 2:11.47
- 2009: 39e marathon van Nairobi - 2:19.14
- 2010: 13e marathon van Los Angeles - 2:17.41
- 2010:  marathon van Belgrado - 2:18.15
- 2010: 6e marathon van Gyeongju - 2:19.30
- 2011:  marathon van Warschau - 2:08.17
- 2011: 60e marathon van Nairobi - 2:19.24
- 2012: 5e marathon van Krakow - 2:20.54
- 2012: 6e marathon van Ljubljana - 2:13.54
- 2013:  marathon van Marrakesh - 2:08.50
- 2013: 4e marathon van Khon Kaen - 2:21.18
- 2014:  marathon van Khon Kaen - 2:17.32
- 2014:  marathon van Antananarivo - 2:25.24
- 2014: 8e marathon van Macau - 2:17.32
- 2015: 5e marathon van Jeruzalem - 2:20.08